# 岩田伸人
岩田 伸人（いわた のぶと、1954年1月30日 - ）は日本の経済学者、青山学院大学名誉教授。青山学院大学WTO研究センター所長。博士（農学）。専門分野は貿易政策、国際貿易論。熊本県出身。

## 略歴
1979年 早稲田大学商学部卒業。1988年 早稲田大学商学研究科博士課程単位取得退学。高千穂商科大学（現、高千穂大学）助教授を経て、1997年より青山学院大学経営学部教授、のち同地球社会共生学部教授。2022年、同退職、青山学院大学名誉教授。
1997年3月、論題「米・EC間における油糧種子を巡る貿易交渉の研究 -GATTからWTOへの移行過程で発生した農産物貿易紛争を中心に」で、日本大学から博士（農学）。

## 著書
単著
- 『国際経済論』（同文舘出版、1992年6月。ISBN 978-4495427214）
- 『WTOと予防原則』（農林統計協会、2004年3月。ISBN 978-4541031266）
- 『モンゴルの光と風 蒼き環境・観光大国の挑戦』（日本地域社会研究所、2008年6月10日。ISBN 978-4890228782）

訳書
- A.M. E・アグラ（著）・岩田伸人（訳）、岡山隆（訳）、宮川典之（訳） 『ECの貿易政策―国際貿易の理論と政策』 文眞堂、1992年1月。ISBN 978-4830940828。